# أبريل روس
أبريل روس (بالإنجليزية: April Ross)‏ (20 يونيو 1982 في الولايات المتحدة - ) هي لاعب كرة طائرة شاطئية ولاعبة كرة طائرة الولايات المتحدة. شاركت في الكرة الطائرة في الألعاب الأولمبية الصيفية 2016 والألعاب الأولمبية الصيفية 2012.

## وصلات خارجية
- أبريل روس على موقع الاتحاد الدولي beach volleyball database (الإنجليزية)
- أبريل روس على موقع قاعدة بيانات الكرة الطائرة الشاطئية (الإنجليزية)
- أبريل روس على موقع اللجنة الأولمبية الدولية (الإنجليزية)
- أبريل روس على موقع أوليمبيديا (الإنجليزية)
- أبريل روس على موقع اللجنة الأولمبية والبارالمبية الأمريكية (الإنجليزية)